# 五等分的新娘
《五等分的新娘》是由日本漫畫家春場蔥所創作的少年漫畫。於2017年8月9日至2020年2月19日在《週刊少年Magazine》連載，全122話。漫畫改編電視動畫第1季於2019年1月至3月播出。電視動畫第2季於2021年1月至3月播出。電影動畫於2022年5月20日上映。至2022年12月止，日本地區漫畫單行本累計發行量突破2000萬本。
本作是愛情喜劇，故事以男主角上杉風太郎將在未來與中野家五胞胎姊妹中的一人結婚为展开，以倒叙的方式回顧風太郎與五姊妹相識的故事，之後也多次穿插結婚場景。因为五胞胎長相相同從而留下懸念，讓讀者無從得知風太郎的結婚對象。漫畫的最後有說明上杉風太郎結婚的對象。在故事中，風太郎常常無法以外貌區分五姊妹，而末尾時也刻意讓五胞胎以相同的裝扮，都穿著新娘禮服，要風太郎認出真正的新娘。

## 故事大綱
上杉風太郎成績優異、家境貧窮，因社交能力差而沒有朋友。某天，風太郎的父親替他找到一份高收入的兼職，是給最近搬來的中野家的五胞胎姊妹一花、二乃、三玖、四葉和五月擔任家庭教師。外貌相同的五姊妹性格喜好各有不同，卻同樣都對學習不用心並抱持排外態度，風太郎要設法認識她們，幫助她們成績及格可以順利畢業。
在教學的過程中，風太郎漸漸對五姊妹有進一步的認識，五姊妹也慢慢的開始有意願學習，風太郎也遇到小時候學校旅行時遇到，讓他開始立志要學習的女孩「零奈」，但經過二次考試，五姊妹仍無法全部及格，因此風太郎辭去家庭教師的工作，也被禁止進入五姊妹的家中，五姊妹為了讓風太郎可以繼續教她們，五人自願在外租屋。
下一次的考試前，五姊妹的父親和成績最差的四葉約定，若仍無法及格，五姊妹就要再一起轉學，這次五姊妹都順利及格了，而這段期間，一花、二乃、三玖都發現自己喜歡風太郎，二乃搶先一步向風太郎表白，風太郎不知要如何回應。
風太郎一家和中野五姊妹一家恰好都到五姊妹外公所經營的旅館旅行，五姊妹為了讓外公知道她們感情很好，決定都扮成五月的模樣，其中一人和風太郎表示要結束夥伴的關係，風太郎認不出那是五姊妹中的哪一個，其實那個人是三玖，風太郎最後有認出三玖，三玖決定繼續目前的關係。
風太郎小時候所遇到小女孩是四葉，她一開始就認出風太郞，但因為覺得沒有遵守要努力學習的約定，沒有和風太郎相認，而且發現姊妹開始喜歡風太郎，決定支持姊妹。
後來一花和二乃都已知道彼此對風太郎的心意，開始相互競爭。一花也知道三玖喜歡風太郎，後來在畢業旅行時假裝成三玖，想破壞三玖對風太郎的表白，被風太郎發現並且指責，後來四個姊妹一起幫助三玖，讓三玖和風太郎有一天美好的約會，三玖也間接的向風太郎表白。
五姊妹和風太郎在三年級同班，園遊會時，班上的男生和女生對園遊會攤位意見僵持不下，後來變成男生和女生各一個攤位，而男生攤位失火，在三玖的處理下，男生和女生願意在同一個攤位合作。風太郎小時候喜歡的女生竹林也來參加園遊會，而且知道四葉就是風太郎小時候所遇到的女孩，鼓勵四葉不要小看自己。
風太郎在園遊會最後一天晚上向四葉表白，四葉一開始因不接受而逃跑，後來接受了，並且告訴風太郎她一直喜歡著他。二人幾年以後順利結婚，蜜月旅行除了風太郎和四葉外，其他四姊妹也都一起參加。

## 登場人物

### 主要人物
上杉風太郎（聲：松岡禎丞、田村睦心（小學6年級））
本作男主角。有著銳利目光三白眼的少年，藍色頭髮，頭頂上有著兔子般的枝狀短呆毛，眼睛顏色為藍綠，動畫第二季開始變成橘黃。生日2000年4月15日。
高中2年級生（溫泉旅行事件後為3年級生），電視動畫中設定為就讀於旭山高等學校。成績優秀，常名列全學年第一名，但性格極為扭曲，偶爾會對他人採取高壓的態度。社交能力很差，相當不識風趣，但他能夠看透一個人的隱藏的內在情緒並激勵他們。為專注於學習而很少鍛鍊身體，運動能力較差，與中野五姊妹中運動量最少的三玖相當。味覺白癡，對食物幾乎沒有負面評價。升至3年級後在四葉的舉薦下擔任班長。
年幼時曾是染金髮的不良少年，直到在小學的一次修學旅行中遇上一名女孩而改變，也成為風太郎現今努力於學習的理由，經瀨葉的口承認女孩是自己的“初戀”。風太郎並不知道女孩的姓名，只有一張兩人的合照成為唯一的紀念。林間學校篇時，風太郎和四葉一起負責在晚上的試膽大會上扮鬼，帶上了金色假髮和穿黑衣结果被迷路的二乃誤認作自己是她見過的風太郎珍藏照片上的金髮不良少年——風太郎的親戚，是一起參與林間合宿的他校學生，對其一見鍾情。被問到名字時風太郎只好順勢撒謊稱自己叫金太郎。
母親生前為料理店長，多年前因為事故早逝，如今同父親和妹妹三人一同生活。由於母親生前為了創業欠下高額債務，導致家庭貧困，總是採取省吃儉用的方式過生活，為彌補家用而尋找兼職。在父親勇也的幫助下替自己找到了一份收入很高的兼職，即擔任中野家五姊妹的家庭教師。由於忙於打工與學習，導致風太郎對除了家人外的其他人幾乎沒有非必要的交流，導致他缺乏處理人情世故的經驗。在和五姊妹相處的過程中逐漸調整自己的處事風格。
第二學期期末考試前認知到自己沒有足夠能力能顧慮五姊妹的心情，主動於考試當天辭去家庭教師一職。辭去家庭教師之後開始擔任蛋糕店「REVIVAL」的兼職員工，但在見識到五姊妹的覺悟與請求之下决定繼續教導她們。
在故事五年後的未來某日，與中野家五姊妹的其中一位結婚，於劇情後期近尾聲揭露新娘人選為中野四葉。結婚典禮後，風太郎想起高中時期曾經作過一次與婚禮有關的夢，醒來後被當時的五姊妹吐槽。120話中和五姐妹一起完成了高中學業，並獨自去了東京上大學。
喜歡的食物是瀨葉烹飪的料理，討厭的食物是生魚，喜歡的飲料是麥茶，喜歡的動物是大猩猩，每日的慣例為储蓄1圓硬幣。喜歡的地點是桌子。喜歡閲讀辭典。

#### 五姊妹
本作的女主角是中野家的同卵五胞胎姊妹，生日2000年5月5日。她們外貌與身形幾乎完全一樣，且擁有藍眼睛、紅色系頭髮（在故事初期髮色相似，後來為區分而在作畫表現中顏色深淺不同），相似到只要扮成同樣的髮型，旁人就難以區分。童年時期髮型皆為中分及腰長髮，中學時代開始學會打扮相互區別。
住在三十層複式公寓「PENTAGON」的頂樓，直到期末考試後風太郎辭去家教一職，並被父親中野丸尾禁止接近住所後，五姊妹為再度獲得風太郎的指導而毅然決然地搬出去，在外租一間較小的公寓來迴避禁令。
五姊妹都是由於避免四葉留級而從黑薔薇女子學校一起轉學到風太郎所在的旭山高等學校。五人轉學時都是高中2年級生，溫泉旅行事件後升至3年級生且与風太郎分到同一班。
在紀念單行本第1卷發售的電視CM中五姊妹的配音全由佐倉綾音擔任，電視動畫版除了四葉以外則分别由不同配音員擔任。
中野一花（聲：花澤香菜）
長女，特徵為不對稱短髮，右耳帶著單耳環。對風太郎的稱呼為「風太郎君」。
是個俏皮的女孩，成熟嫵媚，有著小惡魔個性、喜歡逗弄他人的一面，因為大姐姐氣質的關係，在班上有許多仰慕者。擅長觀察周遭的人，非常關心自己的妹妹們。剛起步的新人女演員，常在學業之餘進行演藝活動。總是看起來很懶散的樣子，在外穿搭整整齊齊，但居家能力相當糟糕，在家十分邋遢，房間也相當雜亂，睡著時有脫衣服的習慣。
在烟花大會的演員試鏡事件中與風太郎確立“夥伴”關係並自此開始產生戀愛的感情。然而因為查覺到三玖喜歡上了風太郎，所以選擇支持妹妹的戀情並壓抑自我的感覺。直到在林間學校事件後開始明確對風太郎的愛戀，但也因此陷入左右為難的局面。一花為了顧全姐妹的情誼而繼續壓抑自己，卻也因此承受巨大的內心壓力，又必須背負在外生活的開銷，也因為工作繁忙而壓縮了與風太郎相處的時間。在得知二乃也喜歡上風太郎時，壓力更是加重，直到四葉鼓勵才釋懷，但也覺醒了對風太郎的獨佔心。後偽裝成三玖以間接方式告白，還假藉三玖之口說出有利自己的言論。雖然一度決心要不擇手段，但修學旅行時東窗事發後，不但深深傷害了三玖，還失去了風太郎的信任，後為了償還而將機會讓給三玖。修學旅行將結束時前去找風太郎謝罪，卻反而得到他的抱歉，最後仍情不自禁地吻了風太郎。
在風太郎生日時，準備了禮品券當生日禮物。在修學旅行中一花的對白可知，五年前她曾被風太郎錯認爲是「照片中的孩子」並與他一同打撲克，也因此是少數一開始就知道五年前真相的人。在修學旅行事件後，曾鼓勵四葉坦白自己的身分，以免留下遺憾。在四葉回憶裏提到，頭髮是在初中时期因为便於參與社團活動自己主動剪去的。
五年後已成為國際知名的大明星，回國參加四葉的結婚典禮。
代表顏色為黃色，喜歡的食物是鹹魚，討厭的食物是香菇，喜歡的飲料是星冰樂，喜歡的動物是河馬，喜歡的電視節目類型是戲劇，拿手的學習科目為數學，每日的慣例為慢跑。喜歡有海外名人出演的電影。喜歡的地點是床。喜歡閲讀小説。
中野二乃（聲：竹達彩奈）
次女。特徵為留著平劉海及腰長髮型，兩耳側綁有黑色蝴蝶狀絲帶 ，並在漫畫後段把頭髮剪成肩上雙馬尾短髮，但依舊綁有黑絲帶。對風太郎的稱呼前期以第二人稱代指，偶稱「上杉」，期末考試事件後常稱「風太郎」或「風君」。
是個傲氣的女孩，性格外向，交友廣闊，對人際關係拿手。擅長家務料理烹飪，喜歡帥哥，是個標準的外貌協會。但其實很害怕寂寞，表現上較為強硬、但實際上內心相當纖細，最喜歡其他姊妹，十分替家人著想。五姊妹中最留念過去的人，懷念著過去不分彼此、心意相通的時期，為此一直保持著與小時候同樣的髮長，但也明白總有一天必須擺脫過去，在期末考試前經由風太郎與三玖的開導後做出覺悟，將象徵過去的長髮剪短。
原本是五姊妹中對風太郎最排斥、警戒的人，但看到風太郎的努力而漸漸軟化態度，且在潛意識中逐漸形成對風太郎的好感。喜歡暴走族形象的男生，意外地看到風太郎小時候的照片，卻因為形象和現在大相徑庭而沒有認出來，卻表示以前可能跟照片上的人見過，風太郎對此謊稱照片上的是自己親戚。在林間學校休學活動時候對戴著黃色假髮的風太郎（謊稱金太郎）一見鍾情，後來認識到金太郎的真實身份。發覺自己雖介意風太郎成為影響五姊妹的外部因素，卻不是討厭他本人，對風太郎的愛戀反而在釋懷後日益膨脹。在確認心意後立即表白，是五姐妹中第一個告白的人。因風太郎沒有聽見，所以在60話再次並堂堂正正地對風太郎發起了告白，在也知道風太郎並沒有將自己視為戀愛對象，於是要風太郎不用急著回復，她要靠行動讓風太郎喜歡上自己。是姐妹中第一個讓風太郎意識到自己是已被其所愛的人。
升上3年級後與風太郎一同擔任蛋糕店「REVIVAL」的兼職員工。在風太郎生日時，準備了香薰當生日禮物。
與風太郎一起探望遭遇車禍的蛋糕店老闆，使用欲擒故縱的方式想讓風太郎心動，參加了學園祭的開幕式表演，因此爆紅。邀請養父丸尾來學園祭品嚐她們做的鬆餅，但是丸尾卻不肯來。風太郎騎摩托車載著二乃到醫院去找丸尾，丸尾品嚐了鬆餅並回想起了零奈，表示下次要請大家一起吃。趁丸尾不注意親了風太郎。
高中畢業五年後，與中野三玖共同經營一家咖啡廳。風太郎對當時沒能理解二乃的感情表達了抱歉。協助姊妹們舉辦四葉的婚禮。
代表顏色為紫色，喜歡的食物是薄烤餅，討厭的食物是漬物，喜歡的飲料是常溫水、紅茶(102回中一花提到)，喜歡的動物是兔子，喜歡的電視節目類型是綜藝，拿手的學習科目為英語，每日的慣例為敷面膜和瑜伽。喜歡有年輕藝人出演的電影。喜歡的地點是打工的地方。喜歡閲讀時尚雜誌。
中野三玖（聲：伊藤美來）
三女。有遮住一邊眼睛的劉海，總是戴著藍色的鐵三角 ATH-AR3BT耳機（後換為ATH-WS660BT/ATH-WS990BT），穿著一件淺藍色的針織衫和黑色絲襪。對風太郎的稱呼為「風太郎」。是五姐妹中學習能力最好的一位。
性格含蓄内向，較沈默寡言，不擅長表達感情，常不知其內心想法，對自己十分沒有自信，抱有悲觀態度的思考方式，甚至是貶低自己。喜歡抹茶蘇打水和戰國武將（即歷女）。三玖運動能力很差，也不擅長烹飪，其料理技巧相當糟，為了風太郎正在努力提升料理水平（風太郎喜歡的女生類型其中之一是擅長料理），甚至一度造成風太郎的心理陰影。此外擅長變裝，能夠完美地模仿姐妹們的外表和個性，常偽裝成其他姊妹。
在風太郎的幫助下重新找回了信心，對能夠理解自己興趣的風太郎打開了心扉，並願意接受風太郎輔導，偶然會有驚人的舉動。除五姊妹與風太郎外，沒有人見過她使用過脖子挂著的耳機。對風太郎有著曖昧情愫，同時也是五姊妹中最早暗戀風太郎的人。在林間學校中向一花表明自己喜歡風太郎，不再拘泥平等、而是公平競爭。在與風太郎共度許多時間後，於最終修學旅行的電影村事件告白。在風太郎生日時，準備了雙人健身票當生日禮物。
升上3年級後，在蛋糕店「REVIVAL」對面的小麥屋麵包店兼職工作，料理的水平也逐漸進步，在修學旅行前做出的麵包已經能讓四葉覺得好吃。開始喜歡製作料理，不打算上大學，希望去就讀料理學校。劇情後期正式從對風太郎的戀情中釋懷，同時體認和學會欣賞自己的重要性。
五年後，在上杉勇也幫助下，和二乃共同開了一家咖啡館，實現了自己夢想，協助姊妹們舉辦四葉的婚禮。
代表顏色為藍色，喜歡的飲料是綠茶和抹茶蘇打水，飯量很小（午餐只吃三明治），討厭的食物是巧克力，喜歡的飲料是綠茶，喜歡的動物是刺蝟，喜歡的電視節目類型是紀錄片，拿手的學習科目為社会科，每日的慣例為占卜。喜歡有武將出演的電影。喜歡的地點是有縫隙的地方。喜歡閲讀自傳。
中野四葉（聲：佐倉綾音）
四女。特徵為妹妹頭與及肩短髮，佩戴兔耳狀大緞帶。對風太郎的稱呼為「上杉同學」。
性格熱心、天然單純且充滿元氣隨和的女孩，總是笑顏逐開。相當充滿積極性，行動耿直，她會主動幫助有困難的人。不擅長說謊，被風太郎認為是個笨蛋。是五姊妹中學習能力最差的一位，但運動能力相當優秀，時常擔任校籃球部與田徑部的外援。
家務能力出色。也具備一定水準的料理水平。在家有時穿著寫著428的帽T。
在其他姊妹還在警戒風太郎時就對他抱持友好、親近的態度，經常幫助風太郎處理和其他姊妹的關係。在前一所學校時，五姊妹原本有補考的機會來避免留級，但卻為了唯一不及格的四葉而五姊妹一起轉學，這件事讓四葉的心中一直留著對其他姊妹的虧欠與罪惡感。在風太郎生日時，準備了紙鶴當生日禮物。升上3年級後自薦擔任班長，並推薦由風太郎共同擔任這個職位。
在修學旅行中被證實其就是五年前在京都與風太郎首度邂逅的「照片中的孩子」。緞帶是在與風太郎離別後為了和其他姐妹區分一直佩戴的。頭髮是在转入新高中以前才剪短，在这之前以及高一时期仍保留着一頭及臀長髮。
五姊妹中最早產生獨立意識的人，也開始認知到母親一人撫養五個孩子的辛苦，甚至擔心自己是不是母親的負擔。於是在小學修學旅行時，與在京都相遇的風太郎因境遇相似而產生了共鳴，一起立誓要為各自重要的家人努力學習，未來成為能賺很多錢的人來減輕家裡的負擔。然而，當她看見風太郎與誤認為自己的一花玩耍時，心中對於五姊妹沒有分隔的狀態感到憂慮，為了不再讓自己被誤認而開始與姊妹們做出區別。
而在母親過世後，四葉失去了原本學習的理由，學習變質成四葉證明自己是五姊妹中最「特別」的手段。在發現自己學業成績怎麼努力都難見起色後，為了獲得他人肯定好讓自己與其他四姊妹區別開來，開始將重心放到運動，高一時代活躍於參與多個社團活動，表現優異而且受到其他同學歡迎，但因此耽誤了學業成绩，落于五姐妹之末，甚至淪落到連補考都不及格而退學的慘況。眼見自己一直以來在運動上所有的付出與成就，都只因成績不好而變得毫無意義，四葉一度無地自容，但眼見自己的姊妹願意陪自己同進退，決定不再追求特別，而是要為姊妹們而活。
喜歡風太郎，高二轉學後第一眼就認出風太郎是當年的男孩，但對比兩人間成長的差距，因此沒有勇氣坦承自己身分。在察覺三玖及一花都很喜歡風太郎後，更是將這份心情隱藏起來，不打算以「照片中的孩子」身分與風太郎相認。在得知風太郎始終記得約定後，雖是猶豫過是否要將身分說出來，卻因為不希望自己因此成為姊妹中被特別對待的人，選擇繼續隱瞞。同時也認為當年的約定已經成為約束風太郎的負擔，委託五月偽裝成五年前的自己以「照片上的孩子」的身分與風太郎見面，拿走當初的合照以斬斷兩人的聯繫。
劇情後期正式面對自己的情感，和風太郎成為情侶，最終接受風太郎的求婚。而她的夢想也正是成為新娘。
高中結束五年後，與上杉風太郎舉辦結婚典禮並搬家到東京居住。
代表顏色為綠色，喜歡的食物是蜜柑，討厭的食物是菜椒，喜歡的飲料是碳酸果汁，喜歡的動物是駱駝，喜歡的電視節目類型是動畫，拿手的學習科目為國語科（日文），每日的慣例為給觀葉植物澆水。喜歡有鯊魚出現的電影。喜歡的地點是鞦韆。喜歡閲讀漫畫。
中野五月（聲：水瀨祈）
五女。特徵為長呆毛、長卷大波浪長髮，兩側長條劉海佩戴星形髮夾（源於小時候在沙灘上撿到疑似是活海星的東西當作頭飾）。對風太郎的稱呼為「上杉君」。五姐妹中第一個登場，與風太郎在學校食堂爭座位發生口角，了解到風太郎是學霸之後主動邀請風太郎輔導自己學習，卻被風太郎拒絕，還因風太郎的惡劣性格，嘲笑她點餐太多暗諷會吃胖而心懷芥蒂。此後一直拒絕接受風太郎的輔導，選擇不依賴他人，通過自己悶頭學習來改善成績。然而學習方法不得要領，成果有限，被風太郎嘲笑腦子笨。
性格較為耿直、認真，腦筋有些死板，有著不坦率的一面。與他人對話時相當正式和禮貌，會使用敬語。喜歡吃各種美食，尤其是肉包，不喜歡看幽靈和恐怖電影。總是十分努力但相當笨拙，因此成績沒能提升上去。未來的目標是就讀大學並從事教師行業。
在修學旅行前證實就是自稱「零奈」並拿走風太郎學生證上的照片的女子。在修學旅行後證實五月扮演的「零奈」實際上是為了模仿「照片中的孩子」，两者並非同一人。90話得知首次扮演是受四葉委託來讓風太郎忘掉「照片上的孩子」，因為四葉自己不擅長演戲，害怕自己去會被風太郎看穿真身，而五月也因此知道五年前的真相。而知道實情的五月無法接受四葉壓抑自己的心情與回憶，後來瞞著四葉私下扮演零奈打算藉機告訴風太郎實情，但因為各種原因而沒有成功。在京都旅行期間曾經再次穿上零奈服裝，但被四葉發覺而無果。
剛開始是唯一沒有和風太郎產生戀愛線的女主角，卻也是唯一去過風太郎家中及最早知道風太郎家庭狀況的人。因為母親生前遇人不淑的經歷，認為對於感情對象的選擇要慎重，也讓她對與男性交流有所戒備，通常會將她的父親與風太郎相互比較。在溫泉旅行時，五月才正式放下對風太郎的戒心，認為他們的關係已不再是單純的師生關係，將彼此之間的關係重新定義為「朋友」。在風太郎生日時，準備了提神飲料當生日禮物。升上3年級後兼職下田的講師助手。
五姊妹當中唯一隱藏對風太郎情感的人。原本一直支持四葉能傳達自己的心意，卻在風太郎與四葉正式交往後開始感到無法釋懷，難以由衷地給予祝福。直到聽到四葉與二乃的和解現場，才正視了其實自己也早就喜歡上風太郎的事實，決定將這份情感作為珍貴的回憶銘記於心。
劇情後期成功錄取理想的大學。高中畢業五年後，已成功當上了教師並學會了開車，與姐妹們一起參加了四葉和上杉風太郎的婚禮。
作者在Twitter上發表連載開始前角色設定插畫時表明五月的原名為「五希」。
代表顏色為紅色，喜歡的食物是肉包，討厭的食物是酸梅，喜歡的飲料是咖喱、咖啡（102回中一花提到），喜歡的動物是袋鼠，喜歡的電視節目類型是Wide Show，拿手的學習科目為理科，每日的慣例為腹部肌肉鍛煉和瑜伽。喜歡有小狗會死的電影。喜歡的地點是寵物店。喜歡閲讀旅游指南。
女孩（聲：京花優希）
本作的關鍵人物。與中野五姊妹儿时外貌完全相同的一個女孩，特徵為中分及腰長髮。
動畫版中選用五姊妹以外的聲優，由配她們的母親零奈的京花優希擔任配音員。
照片中的孩子
於5年前（高中2年級，高3起為6年前）與小學6年級生的風太郎在京都修學旅行中因替風太郎解圍而邂逅，對風太郎的稱呼為「風太郎君」。兩人曾一同買護符並拍照，還在留宿期間一起打撲克（實際上打撲克的時點被風太郎錯認，真實身分為一花），是風太郎開始努力學習的契機。兩人的合照一直藏在風太郎的學生證中（但相片已經發黃褪色無法辨認）。
真實身分是四葉。
照片中的少女
於5年後身著貂皮衣與寬檐帽突然出現在風太郎面前的少女，並使用與五姊妹親生母親名字自稱是5年前和風太郎相遇的小女孩，對風太郎的稱呼為「上杉風太郎君」。在進行短暫交談並一同划船後以解開束縛為由與風太郎告別並拿走照片，但留下了護身符，讓風太郎認可自己後再打開，在之後的修學旅行前后兩度出現在風太郎面前。
真實身分是受中野四葉委託扮成自己的五月（因為知道自己不會說謊。之後五月也數次扮零奈出現在風太郎面前。
未來的新娘
本作的另一個關鍵人物，中野五姊妹其中之一，髮色為深紅色，藍色的眼睛的女性。在本作每一段章節開頭時會登場。
後揭露其真實身份為四葉，在高中二年級的校外教學的營火晚會後第2000天與風太郎與舉行婚禮。
動畫中其對話只用字幕表示，沒有任何配音。

### 上杉家
上杉瀨葉（聲：高森奈津美）
風太郎的妹妹，小學6年級生。性格開朗的女孩，特徵為黑色的長髮。有著天真爛漫的性格，實際上是負責家裡事務的人，但體質虛弱。在她可愛的表情下往往會影響別人的心靈。非常喜歡中野五姊妹（特別是四葉與五月），長大後在哥哥婚禮前得知父親與哥哥都在婚禮現場忘帶戒指，表態今後要找個比父兄更靠譜的男人嫁出去。
第一次見到除了五月之外的四姐妹時，曾說過「那邊有四個五月姐姐」。
喜歡的食物是漢堡牛排，討厭的食物是番茄，喜歡的飲料是橙汁，喜歡的動物是企鵝，每日的慣例為寫家庭賬簿。喜歡有殭屍出現的電影。喜歡的地點是電子遊戲機中心。喜歡閲讀圖鑑。
上杉勇也（聲：日野聰）
風太郎和瀨葉的父親，特徵是一頭尖尖的金髮，頭上常挂著太陽眼鏡，具有相當狂放不羈的個性，風太郎過去個性與他非常相似。自從風太郎與瀨葉的親生母親去世後便常在外工作還欠債並艱苦養活兒女，時常不在家裡。與丸尾自學生時代便相識，過去是他的部下。
劇情近尾聲時將妻子生前遺留的店面，交給二乃和三玖經營「中野」咖啡店。
風太郎與瀨葉的母親
本名不詳，勇也的亡妻。生前本為料理店的店長，但在開業沒多久便因為事故去世，過身後留下空店鋪和為籌辦開業事宜積欠的債務。劇情近尾聲時該店鋪由勇也轉交給交給二乃和三玖經營「中野」咖啡店。

### 中野家
中野丸尾（聲：黑田崇矢）
中野五姊妹的繼父，五姊妹親生母親的再婚對象兼過去的學生。勇也稱他為丸尾。性格冷峻，面無表情、但很容易被挑撥的男子。從事醫職，中野醫院的院長。非常關心五胞胎女兒，但因工作繁忙爲由時常無法待在她們身邊。在正式登場前多次以手機與女兒們及風太郎通話。
中野零奈（聲：京花優希）
中野五姊妹的生母。於本篇開始的數年前的8月14日病故，在本篇中只以回憶形式出現。
生前是冷峻嚴格的教師，且常以鐵拳制裁手段教訓學生。為教師的信念也使學生敬服。同時因為容貌姣好而被更多的學生們敬愛仰慕，甚至擁有粉絲俱樂部。
在和中野丸尾再婚前作為單親媽媽撫養著五胞胎，過著和上杉家一樣貧窮的生活，被五月稱爲「一個溫柔而富有母性的人」，病重期間住入自己學生丸尾開設的醫院，為了讓孩子們能在自己撒手人寰後有個著落，於彌留之際與丸尾結為合法夫妻，以便五胞胎成為其繼女。
外祖父（聲：仲野裕）
中野五姊妹的外祖父，零奈的父親，本名未知。老式旅館「熊虎」的經營人。非常疼愛幼時留長髮的中野五胞胎外孙女們，但在五姊妹改變外觀形象後因擔憂姊妹關係破裂而病倒，自此之後五姊妹在拜訪外祖父的時候常一同打扮成五月的樣子。於外孫女的結婚典禮的數年前病故。
無堂仁之介（聲：齊藤次郎）
中野五姊妹的生父。講師，曾是零奈的班導師並此後與零奈共事，在零奈懷上五姊妹之時因畏懼心理將其抛棄。此後於校園祭時重新出現並與五月碰面。

### 學校相關者
武田祐輔（聲：齊藤壯馬）
風太郎與五姊妹高三時期的同班同學，也是風太郎所在高中的理事長的兒子。
美男子，以外表清秀與言辭婉轉深得人气。長期位居校排第二名，將風太郎單方面視為對手。因風太郎高二期末考試成績不佳而首次成功登上榜首，認為風太郎因為教導五姊妹而淪為凡人。
本性其實不壞，與風太郎在全國模擬考對決時，毫不猶豫地拒絕了中野丸尾所提供的試題答案而選擇正面對決，事後以全國第八的成績輸給風太郎的全國第三。在比賽過後兩人關係有所改善，修學旅行時組成一組。
雖然家裡要他成為醫生，但始終堅定著成為太空人的夢想，並婉拒了到中野丸尾醫院就職的邀請。
前田（聲：伊東隼人）
不良少年，特徵為棕色頭髮、眼神凶惡。曾喜歡上同班同學的一花並試圖邀請她到森林學校的篝火舞會共舞，但被偽裝成一花的三玖拒絕。自此與乘機插手事態的風太郎形成近似好友的關係，最後在曾一起參加篝火舞會的女性伴侶的陪同下參加風太郎的結婚典禮。
班內少數和風太郎有互動的學生，修學旅行時組成一組。幫助風太郎製作中野家五姊妹的相簿，一度被誤會是偷拍狂。
松井（聲：内田彩）
與前田在林間學校認識的女性，和他在篝火舞會後結為伴侶。後來一同參加風太郎的結婚典禮，並且已經懷孕。動畫中姓名為松井。
本鄉（聲：鈴木愛奈）
籃球社社長，四葉曾作為外援幫助籃球社參加比賽，事後邀請四葉加入籃球社但最後仍被四葉拒絕。
江場（聲：安齋由香里）
田徑社社長，特徵為皮膚黝黑與長馬尾。個性狡猾，曾利用言語拉攏四葉放棄考試復習參加田徑決賽，被二乃假扮的四葉狠狠拒絕後再被四葉拒絕。
歷史老師（聲：高橋伸也）
歷史老師兼年級主任，特徵為齙牙與禿頭的男子。漫畫中為刁難每次都輕鬆滿分的風太郎，期中考曾刻意出特別難的試題，但還是被拿到滿分。林間學校期間曾探視並照顧感冒病倒的風太郎。

### 其他人物
江端（聲：三瓶雄樹）
中野丸尾的秘書兼御用司機，白髮壯年男性，原本也是學校老師。偶爾會駕車送五姊妹們上學，在風太郎辭去家庭教師的一段時間内臨時接任並輔導五姊妹。曾協助挽留風太郎的五姊妹僞裝成名為「阿多部丸男」的家庭教師負責租賃公寓。
社長（聲：赤澤涼太）
一花所屬經紀公司的社長，動畫中姓名為織田。單親父親，有一個女兒。相當看重一花的才能，視一花為明日之星。在故事初期擔任一花面試時的司機，在一花面試成功後曾對風太郎感興趣。
竹林（聲：京花優希）
風太郎的小學同學，曾在京都修學旅行時與風太郎同行，與風太郎關係良好。在學園祭時再次出現。
店長（聲：鳥海浩輔）
風太郎打工的蛋糕店「REVIVAL」的店長，本名未知。後來參加風太郎的結婚典禮，一直把對面麵包店作為競爭對手，但在其因摩托車事故住院時，疑似麵包店店長在其身旁。
下田（聲：矢作紗友里）
中野零奈班上的不良女學生，成年後受到零奈影響從事補習班講師。在零奈忌辰當日前往祭拜時與五月碰面，並向五月講述其母在任教時的事跡。
菊（聲：新井里美）
經紀公司社長的女兒，有雙大眼睛，髮型為三條辮子。很早熟的幼稚園生，個性傲慢，説話的態度總是高高在上。曾被父親託付給一花照顧，因爲没有母亲而感到寂寞，之後被風太郎開導。

## 出版書籍
本作起初於講談社的《週刊少年Magazine》2017年第8號刊載短篇，後因反響熱烈於2017年第36、37合併號開始正式連載，並於2020年12號結束連載。共發行14冊單行本。台灣繁體中文版由東立出版社代理發行，譯者為賴瑞琴與蔡夢芳。中国大陸簡體中文版由bilibili漫畫獨家網路配信並同步更新，翻譯由講談社提供。
2017年10月，官方為紀念本作漫畫單行本第1卷發行發布電視CM，由佐倉綾音負責為五姊妹配音。
| 冊數 | 講談社         | 講談社                 | 東立出版社     | 東立出版社             |
| 冊數 | 發售日期       | ISBN                   | 發售日期       | ISBN / EAN             |
| ---- | -------------- | ---------------------- | -------------- | ---------------------- |
| 1    | 2017年10月17日 | ISBN 978-4-06-510249-7 | 2018年9月10日  | ISBN 978-957-26-1574-4 |
| 2    | 2017年12月15日 | ISBN 978-4-06-510814-7 | 2018年12月27日 | ISBN 978-957-26-1575-1 |
| 3    | 2018年3月16日  | ISBN 978-4-06-511075-1 | 2019年1月28日  | ISBN 978-957-26-1576-8 |
| 4    | 2018年5月17日  | ISBN 978-4-06-511416-2 | 2019年2月25日  | ISBN 978-957-26-1577-5 |
| 5    | 2018年7月17日  | ISBN 978-4-06-511988-4 | 2019年3月15日  | ISBN 978-957-26-1578-2 |
| 6    | 2018年9月14日  | ISBN 978-4-06-512607-3 | 2019年4月12日  | ISBN 978-957-26-2005-2 |
| 7    | 2018年12月17日 | ISBN 978-4-06-513250-0 | 2019年5月13日  | ISBN 978-957-26-2573-6 |
| 8    | 2019年2月15日  | ISBN 978-4-06-514125-0 | 2019年6月4日   | ISBN 978-957-26-2915-4 |
| 9    | 2019年4月17日  | ISBN 978-4-06-514879-2 | 2019年7月26日  | ISBN 978-957-26-3239-0 |
| 10   | 2019年6月17日  | ISBN 978-4-06-515308-6 | 2019年10月18日 | EAN 471-094-556-138-7  |
| 10   | 2019年6月17日  | ISBN 978-4-06-515308-6 | 2019年10月25日 | ISBN 978-957-26-3674-9 |
| 11   | 2019年9月17日  | ISBN 978-4-06-516335-1 | 2020年1月20日  | EAN 471-060-104-044-7  |
| 11   | 2019年9月17日  | ISBN 978-4-06-516335-1 | 2020年1月20日  | ISBN 978-957-26-4187-3 |
| 12   | 2019年11月15日 | ISBN 978-4-06-517312-1 | 2020年4月30日  | EAN 471-060-104-175-8  |
| 12   | 2019年11月15日 | ISBN 978-4-06-517312-1 | 2020年5月7日   | ISBN 978-957-26-4525-3 |
| 13   | 2020年1月17日  | ISBN 978-4-06-518452-3 | 2020年5月29日  | EAN 471-060-104-211-3  |
| 13   | 2020年1月17日  | ISBN 978-4-06-518452-3 | 2020年6月5日   | ISBN 978-957-26-4765-3 |
| 14   | 2020年4月17日  | ISBN 978-4-06-518687-9 | 2020年7月9日   | ISBN 978-957-26-5361-6 |
| 14   | 2020年4月17日  | ISBN 978-4-06-519722-6 | 2020年8月20日  | ISBN 978-957-26-5139-1 |

### 角色書
收錄各女主角的製作秘聞和插圖等内容。
| 標題 | 講談社         | 講談社                 | 東立出版社     | 東立出版社             |
| 標題 | 發售日期       | ISBN                   | 發售日期       | ISBN                   |
| ---- | -------------- | ---------------------- | -------------- | ---------------------- |
| 一花 | 2019年11月15日 | ISBN 978-4-06-516921-6 | 2020年6月5日   | ISBN 978-957-26-5148-3 |
| 二乃 | 2019年12月17日 | ISBN 978-4-06-517164-6 | 2020年7月6日   | ISBN 978-957-26-5149-0 |
| 三玖 | 2020年1月17日  | ISBN 978-4-06-517361-9 | 2020年7月31日  | ISBN 978-957-26-5402-6 |
| 四葉 | 2020年2月17日  | ISBN 978-4-06-518174-4 | 2020年9月11日  | ISBN 978-957-26-5402-6 |
| 五月 | 2020年3月17日  | ISBN 978-4-06-518558-2 | 2020年11月13日 | ISBN 978-957-26-5690-7 |

### 全彩版
對原作漫畫進行上色處理的版本。於2020年2月26日至2021年4月21日於講談社旗下的網路平台「MagaPoke」（マガポケ）上每週連載2話。
| 冊數 | 講談社         | 講談社                 | 東立出版社     | 東立出版社             |
| 冊數 | 發售日期       | ISBN                   | 發售日期       | ISBN                   |
| ---- | -------------- | ---------------------- | -------------- | ---------------------- |
| 1    | 2020年4月17日  | ISBN 978-4-06-519515-4 | 2020年11月30日 | ISBN 978-957-26-5807-9 |
| 2    | 2020年5月15日  | ISBN 978-4-06-519516-1 | 2021年2月1日   | ISBN 978-957-26-5808-6 |
| 3    | 2020年6月17日  | ISBN 978-4-06-520444-3 | 2021年3月25日  | ISBN 978-957-26-5809-3 |
| 4    | 2020年7月17日  | ISBN 978-4-06-520617-1 | 2021年4月19日  | ISBN 978-957-26-5810-9 |
| 5    | 2020年8月17日  | ISBN 978-4-06-521005-5 | 2021年6月2日   | ISBN 978-957-26-5811-6 |
| 6    | 2020年9月17日  | ISBN 978-4-06-521146-5 | 2021年8月13日  | ISBN 978-957-26-5976-2 |
| 7    | 2020年10月16日 | ISBN 978-4-06-521148-9 | 2021年10月1日  | ISBN 978-957-26-5977-9 |
| 8    | 2020年11月17日 | ISBN 978-4-06-521149-6 | 2021年11月22日 | ISBN 978-957-26-6123-9 |
| 9    | 2020年12月17日 | ISBN 978-4-06-521150-2 | 2022年2月11日  | ISBN 978-957-26-6268-7 |
| 10   | 2021年1月15日  | ISBN 978-4-06-521151-9 | 2022年3月24日  | ISBN 978-957-26-6400-1 |
| 11   | 2021年2月17日  | ISBN 978-4-06-521153-3 | 2022年5月12日  | ISBN 978-957-26-6681-4 |
| 12   | 2021年3月17日  | ISBN 978-4-06-521154-0 | 2022年6月10日  | ISBN 978-957-26-6777-4 |
| 13   | 2021年4月16日  | ISBN 978-4-06-521152-6 | 2022年8月8日   | ISBN 978-957-26-7197-9 |
| 14   | 2021年5月17日  | ISBN 978-4-06-521155-7 | 2022年10月11日 | ISBN 978-957-26-7198-6 |

## 動畫
2018年8月8日，於連載一周年同時宣佈改編为電視動畫，2019年1月11日至3月29日於TBS、SUN電視台、BS-TBS等電視台播出。
2019年5月5日，於特別活動中宣佈決定製作電視動畫第2季《五等分的新娘∬》，原定2020年10月起於TBS、SUN電視台、BS11等電視台播出，但受2019冠狀病毒病日本疫情影響延期到2021年1月8日至3月26日播出。
2021年3月26日，於電視動畫第2季最终話播出後宣佈決定製作電視動畫續篇。同年4月18日於特別活動中確定並公佈製作電影動畫，預定於2022年5月20日由波麗佳音發行上映。
2022年5月20日，劇場版正式於日本上映。
2023年4月1日，宣布動畫第3期製作決定，標題為《五等分的新娘∽》，內容為原作漫畫還未動畫化內容。

### 製作人員
|          | 第1季                                          | 第2季                                                                                  | 劇場版                                                                                 |
| 中文標題 | 五等分的新娘                                   | 五等分的新娘∬                                                                          | 電影 五等分的新娘                                                                      |
| 日文標題 |                                                |                                                                                        |                                                                                        |
| -------- | ---------------------------------------------- | -------------------------------------------------------------------------------------- | -------------------------------------------------------------------------------------- |
| 原作     | 春場蔥（講談社《週刊少年Magazine》）           | 春場蔥（講談社《週刊少年Magazine》）                                                   | 春場蔥（講談社《週刊少年Magazine》）                                                   |
| 導演     | 桑原智                                         | 小森香織                                                                               | 神保昌登                                                                               |
| 劇本統籌 | 大知慶一郎                                     | 大知慶一郎                                                                             | 不適用                                                                                 |
| 編劇     | 大知慶一郎、森田真由美                         | 大知慶一郎                                                                             | 大知慶一郎                                                                             |
| 人物設定 | 中村路之将、雅樂雅                             | 勝又聖人                                                                               | 勝又聖人                                                                               |
| 美術指導 | 齊藤雅己                                       | 扇山秋仁                                                                               | 扇山秋仁                                                                               |
| 色彩設計 | 油谷裕美                                       | 松山愛子                                                                               | 松山愛子                                                                               |
| 攝影指導 | 染谷和正                                       | 千葉大輔                                                                               | 千葉大輔                                                                               |
| 編輯     | 内田涉                                         | 武宮睦                                                                                 | 武宮睦                                                                                 |
| 音效指導 | 平光琢也                                       | 高桑一                                                                                 | 高桑一                                                                                 |
| 音樂     | 田渕夏海、中村巴奈重 櫻井美希                  | 中村巴奈重、櫻井美希                                                                   | 中村巴奈重、櫻井美希                                                                   |
| 音樂製作 | 日音                                           | 日音                                                                                   | 日音                                                                                   |
| 音樂指導 | 水田大介、中目孝昭                             | 水田大介                                                                               | 水田大介                                                                               |
| 製片人   | 田中潤一朗、中村伸一 古川慎、相島豪太 高野泰博 | 田中潤一朗、上田智輝 古川慎、大和田智之 相島豪太、小倉充俊 和泉勇一、中目孝昭 吉田健人 | 田中潤一朗、上田智輝 古川慎、大和田智之 相島豪太、小倉充俊 和泉勇一、中目孝昭 吉田健人 |
| 動畫監製 | 宇田川純男、大澤宏志                           | 山本啓裕                                                                               | 山本啓裕                                                                               |
| 動畫製作 | 手塚製作公司                                   | Bibury Animation Studios                                                               | Bibury Animation Studios                                                               |
| 製作協力 | 波麗佳音、講談社 GYAO!、日音 ZERO-A            | 波麗佳音、講談社 GYAO!、日音 BS11、Good Smile Company 武士道、MAGNET                   | SATELIGHT、BAKKKA WIT STUDIO、東映動畫                                                 |
| 製作     | 《五等分的新娘》製作委員會 TBS                 | 《五等分的新娘∬》製作委員會 TBS                                                        | 電影《五等分的新娘》製作委員會                                                         |

### 主題曲
第1季
片頭曲（第1話－第11話、第2季第12話）
作詞、作曲、編曲：齊藤信治，主唱：中野家五姊妹（中野家の五つ子）
第2季第12話中作爲片尾曲使用。
片尾曲「Sign」（第1話－第11話）
作詞：金子麻友美，作曲、編曲：松坂康司，主唱：內田彩
插曲（第12話）
作詞、作曲、編曲：新田目駿，主唱：中野家五姊妹（中野家の五つ子）
第2季
片頭曲（第1話－第3話、第5話、第7話、第9話、第10話）
作詞、作曲、編曲：武田將彌，主唱：中野家五姊妹（中野家の五つ子）
片尾曲（第1話－第3話、第5話、第7話、第9話－第11話）
作詞：結城愛良，作曲：Art Neco，編曲：三谷秀甫，主唱：中野家五姊妹（中野家の五つ子）
特別篇
片頭曲
作詞、作曲、編曲：武田將彌，主唱：中野家五姊妹（中野家の五つ子）
片尾曲
作詞：結城愛良，作曲：中村巴奈重，編曲：兼松眾，主唱：中野家五姊妹（中野家の五つ子）

### 各話列表
| 話數   | 日文標題 | 中文標題               | 劇本       | 分鏡                | 演出                | 作畫監督                                                                         | 總作畫監督                                                        |
| 第1季  | 第1季    | 第1季                  | 第1季      | 第1季               | 第1季               | 第1季                                                                            | 第1季                                                             |
| ------ | -------- | ---------------------- | ---------- | ------------------- | ------------------- | -------------------------------------------------------------------------------- | ----------------------------------------------------------------- |
| 第1話  |          | 五等分的新娘           | 大知慶一郎 | 桑原智              | 岩本康夫            | 清水健一、齊藤圭太                                                               | 中村路之将                                                        |
| 第2話  |          | 屋頂的告白             | 大知慶一郎 | 桑原智              | 前園文夫            | 蓮生霞、中熊太一 氏家章雄、齊藤圭太                                              | 中村路之将                                                        |
| 第3話  |          | 問題一大堆             | 大知慶一郎 | 桑原智              | 山口賴房            | 清水健一、佐藤好 内田裕、谷口繁則 野田道子、渡部桂太 黄風、楊国福 楊彤琤、鄭叡興 | 中村路之将、齊藤圭太 氏家章雄、齊藤格                             |
| 第4話  |          | 今天休息               | 森田真由美 | 山岡實              | 桑原智              | 清水健一、黄風 楊国福、楊彤琤 鄭叡興                                             | 中村路之将、齊藤圭太 氏家章雄、齊藤格 中村深雪                    |
| 第5話  |          | 全部五等分             | 森田真由美 | 蓮生霞 桑原智       | 前園文夫            | 吉田肇、中嶋忠二 羽野廣範、藤原龍我 Wang Ming                                    | 中村路之将、齊藤圭太 氏家章雄、齊藤格 中村深雪                    |
| 第6話  |          | 積纍的東西             | 大知慶一郎 | 桑原智              | 森田侑希            | Kim Hse-sook Hwang Seong-won Kim Jin-yeong Hong Chongyong 櫻井木之實、岩垂瑞樹   | 中村路之将、齊藤圭太 氏家章雄、齊藤格 中村深雪                    |
| 第7話  |          | 說謊噓太郎             | 大知慶一郎 | 桑原智              | 吉村文宏            | 中熊太一                                                                         | 中村路之将、齊藤圭太 氏家章雄、齊藤格 谷川政輝                    |
| 第8話  |          | 起始的照片             | 大知慶一郎 | 山岡實              | 宮田亮              | 南伸一郎、丸英男 谷口繁則                                                        | 中村路之将、齊藤圭太 氏家章雄、齊藤格 大塚八愛                    |
| 第9話  |          | 結緣傳說第一日         | 森田真由美 | 桑原智              | 千葉孝幸            | 飯泉俊臣、山口光紀 吉田和香子、青野厚司 岩崎亮、橋本純一 臼田美夫、鷲北恭太      | 中村路之将、齊藤圭太 氏家章雄、齊藤格                             |
| 第10話 |          | 結緣傳說第二日         | 森田真由美 | 山岡實              | 鈴木卓夫            | Lee Min-bae Kim Bo-kyoung Kwon Hyuk-jung Hong Yu-ml Ha Hyung-wook                | 中村路之将、齊藤圭太 氏家章雄、齊藤格 大塚八愛                    |
| 第11話 |          | 結緣傳說第三日         | 大知慶一郎 | 桑原智              | 吉澤翠              | 高野晃久、山村洋貴 宮井加奈、杉山延寬                                            | 中村路之将                                                        |
| 第12話 |          | 結緣傳說第2000日       | 大知慶一郎 | 桑原智              | 吉村文宏            | Lee Min-oae Hong Yu-mi Yoo Seung-chul Wang Yuechun 張丁、鄭叡興 小可愛軍團-明子  | 中村路之将、齊藤圭太 氏家章雄、齊藤格 大塚八愛、高野晃久 中村深雪 |
| 第2季  |          |                        |            |                     |                     |                                                                                  |                                                                   |
| 第1話  |          | 今日與京都的凶與共     | 大知慶一郎 | 小森香织            | 小森香织            | 平鹿幸惠、野中正幸                                                               | 勝又聖人                                                          |
| 第2話  |          | 七次的再見 第一章      | 大知慶一郎 | 吉田泰三            | 青木裕一朗 一居一平 | 有間涼太、河本有聖                                                               | 勝又聖人、下谷智之                                                |
| 第3話  |          | 七次的再見 第二章      | 大知慶一郎 | 水野龍馬            | 木宮茂              | 原田峰文                                                                         | 勝又聖人                                                          |
| 第4話  |          | 七次的再見 第三章      | 大知慶一郎 | 新谷研人 小森香织   | 新谷研人            | 有間涼太、平鹿幸惠 水崎健太、北島勇樹                                            | 勝又聖人                                                          |
| 第5話  |          | 今天辛苦了             | 大知慶一郎 | 水野龍馬 小森香織   | 青木裕一朗          | 有間涼太、水崎健太 北島勇樹                                                      | 有間涼太                                                          |
| 第6話  |          | 最後的考試             | 大知慶一郎 | 熨斗谷充孝 小森香织 | 熨斗谷充孝          | 德川惠梨 Song Hyeonju Han Eunmi Kim Eunha Park Sunok Jeong Eunhui                | 平鹿幸惠、下谷智之                                                |
| 第7話  |          | 攻略開始               | 大知慶一郎 | 吉田泰三            | 一居一平            | 有間涼太、平鹿幸惠 水崎健太                                                      | 有間涼太                                                          |
| 第8話  |          | 炒鷄蛋                 | 大知慶一郎 | 森本育郎            | 北川隆之            | 勝又聖人、平鹿幸惠 水崎健太、北島勇樹 森本浩文                                   | 勝又聖人                                                          |
| 第9話  |          | 歡迎來到3年1班         | 大知慶一郎 | 吉田泰三            | 古賀一臣            | 日高真由美、津熊建德 三橋櫻子、門智昭 岩垂瑞樹、吉野麦                           | 有間涼太                                                          |
| 第10話 |          | 五隻白鶴的報恩         | 大知慶一郎 | 吉田泰三            | 松本義久            | 落合良亮、水崎健太 村上彩香、澤村亨 田之上慎、赤尾良太郎 酒井KEI、星月動畫       | 勝又聖人、平鹿幸惠                                                |
| 第11話 |          | 姊妹戰爭 前半戰        | 大知慶一郎 | 森本育郎            | 關曉子              | 水崎健太、福田佳太 首藤武夫、村上彩香 澤村亨                                     | 勝又聖人、平鹿幸惠                                                |
| 第12話 |          | 姊妹戰爭 後半戰        | 大知慶一郎 | 小森香织            | 小森香织            | 平鹿幸惠、落合良亮 水崎健太、首藤武夫 、福田佳太 村上彩香、澤村亨                | 勝又聖人、平鹿幸惠                                                |
| 特別篇 |          |                        |            |                     |                     |                                                                                  |                                                                   |
| 第1話  |          | 沒有偶然的暑假（前篇） | 大知慶一郎 | 松村幸治            | 松村幸治            | 高野晃久、崎本小百合 杉山延寬、宮嶋仁志                                          | 不適用                                                            |
| 第2話  |          | 沒有偶然的暑假（後篇） | 大知慶一郎 | 吉澤翠              | 宮本幸裕            | 宮井加奈、山村洋貴 淺井昭人、高橋實希 岩本理奈                                   | 不適用                                                            |

### 播放电视台
日本深夜動畫：下文記載的日本国内播放時間使用日本標準時間（UTC+9）表示。因為部分時間标识會採用30小时制，因此請留意这类超过24:00的时间，其實際播放時間為翌日清晨。
| 播放地區   | 播放電視台    | 播放日期               | 播放時間（UTC+9）         | 所屬聯播網 | 備註                              |
| 第1季      | 第1季         | 第1季                  | 第1季                     | 第1季      | 第1季                             |
| ---------- | ------------- | ---------------------- | ------------------------- | ---------- | --------------------------------- |
| 關東廣域圈 | TBS           | 2019年1月10日－3月28日 | 星期四 25時28分－25時58分 | 日本新聞網 | 製作参加                          |
| 兵庫縣     | SUN電視台     | 2019年1月11日－3月29日 | 星期五 24時00分－24時30分 | 獨立UHF局  | 不適用                            |
| 日本全國   | BS-TBS        | 2019年1月12日－3月30日 | 星期六 26時00分－26時30分 | 衛星電視   | 廣播衛星播出 4K升頻解析度同步播出 |
| 日本全國   | TBS頻道1      | 2019年1月20日－4月7日  | 星期四 25時00分－25時30分 | 衛星電視   | 通訊衛星播出 有重播               |
| 日本全國   | GYAO!         | 2019年1月11日－3月29日 | 星期五 12時00分 更新      | 網路電視   | 製作参加                          |
| 日本全國   | niconico直播  | 2019年1月11日－3月29日 | 星期五 23時30分－24時00分 | 網路電視   | 不適用                            |
| 日本全國   | niconico頻道  | 2019年1月11日－3月29日 | 星期五 24時00分 更新      | 網路電視   | 不適用                            |
| 日本全國   | d動画商城     | 2019年1月11日－3月29日 | 星期五 24時00分 更新      | 網路電視   | 不適用                            |
| 日本全國   | 萬代頻道      | 2019年1月11日－3月29日 | 星期五 24時00分 更新      | 網路電視   | 不適用                            |
| 日本全國   | Hulu          | 2019年1月11日－3月29日 | 星期五 24時00分 更新      | 網路電視   | 不適用                            |
| 日本全國   | 亞馬遜影片    | 2019年1月11日－3月29日 | 星期五 24時00分 更新      | 網路電視   | 不適用                            |
| 日本全國   | dTV           | 2019年1月11日－3月29日 | 星期五 24時00分 更新      | 網路電視   | 不適用                            |
| 日本全國   | U-NEXT        | 2019年1月11日－3月29日 | 星期五 24時00分 更新      | 網路電視   | 不適用                            |
| 日本全國   | animehodai    | 2019年1月11日－3月29日 | 星期五 24時00分 更新      | 網路電視   | 不適用                            |
| 日本全國   | 樂天TV        | 2019年1月11日－3月29日 | 星期五 24時00分 更新      | 網路電視   | 不適用                            |
| 日本全國   | VideoMarket   | 2019年1月11日－3月29日 | 星期五 24時00分 更新      | 網路電視   | 不適用                            |
| 日本全國   | FOD           | 2019年1月11日－3月29日 | 星期五 24時00分 更新      | 網路電視   | 不適用                            |
| 日本全國   | J:COM隨選視訊 | 2019年1月11日－3月29日 | 星期五 24時00分 更新      | 網路電視   | 不適用                            |
| 日本全國   | TSUTAYA TV    | 2019年1月11日－3月29日 | 星期五 24時00分 更新      | 網路電視   | 不適用                            |
| 日本全國   | Hikari TV     | 2019年1月11日－3月29日 | 星期五 24時00分 更新      | 網路電視   | 不適用                            |
| 日本全國   | Videopass     | 2019年1月11日－3月29日 | 星期五 24時00分 更新      | 網路電視   | 不適用                            |
| 日本全國   | AbemaTV       | 2019年1月12日－3月30日 | 星期六 24時30分－25時00分 | 網路電視   | 不適用                            |
| 第2季      |               |                        |                           |            |                                   |
| 關東廣域圈 | TBS           | 2021年1月7日－3月25日  | 星期四 25時28分－25時58分 | 日本新聞網 | 製作参加 《》节目第1部            |
| 兵庫縣     | SUN電視台     | 2021年1月7日－3月25日  | 星期四 26時00分－26時30分 | 獨立UHF局  | 不適用                            |
| 日本全国   | BS11          | 2021年1月8日－3月26日  | 星期五 11時30分－12時00分 | 衛星電視   | 廣播衛星播出 《ANIME+》节目       |
| 日本全国   | TBS頻道1      | 2021年1月17日－4月4日  | 星期日 25時30分－26時00分 | 衛星電視   | 通訊衛星播出 有重播 《》节目      |
| 神奈川縣   | 神奈川電視台  | 2021年1月26日－4月13日 | 星期二 25時00分－25時30分 | 獨立UHF局  | 不適用                            |
| 日本全国   | GYAO!         | 2021年1月8日－3月26日  | 星期五 6時00分 更新       | 網路電視   | 不適用                            |
| 日本全国   | Paravi        | 2021年1月8日－3月26日  | 星期五 12時00分 更新      | 網路電視   | 不適用                            |
| 日本全国   | Anitere       | 2021年1月8日－3月26日  | 星期五 12時00分 更新      | 網路電視   | 不適用                            |
| 日本全国   | d動画商城     | 2021年1月8日－3月26日  | 星期五 12時00分 更新      | 網路電視   | 不適用                            |
| 日本全国   | U-NEXT        | 2021年1月8日－3月26日  | 星期五 12時00分 更新      | 網路電視   | 不適用                            |
| 日本全国   | Hulu          | 2021年1月8日－3月26日  | 星期五 12時00分 更新      | 網路電視   | 不適用                            |
| 日本全国   | AbemaTV       | 2021年1月8日－3月26日  | 星期五 12時00分 更新      | 網路電視   | 不適用                            |
| 日本全国   | 亞馬遜影片    | 2021年1月8日－3月26日  | 星期五 12時00分 更新      | 網路電視   | 不適用                            |
| 日本全国   | dTV           | 2021年1月8日－3月26日  | 星期五 12時00分 更新      | 網路電視   | 不適用                            |
| 日本全国   | FOD           | 2021年1月8日－3月26日  | 星期五 12時00分 更新      | 網路電視   | 不適用                            |
| 日本全国   | Hikari TV     | 2021年1月8日－3月26日  | 星期五 12時00分 更新      | 網路電視   | 不適用                            |
| 日本全国   | Hulu          | 2021年1月8日－3月26日  | 星期五 12時00分 更新      | 網路電視   | 不適用                            |
| 日本全国   | niconico頻道  | 2021年1月8日－3月26日  | 星期五 12時00分 更新      | 網路電視   | 不適用                            |
| 日本全国   | Rakuten TV    | 2021年1月8日－3月26日  | 星期五 12時00分 更新      | 網路電視   | 不適用                            |
| 日本全国   | VideoMarket   | 2021年1月8日－3月26日  | 星期五 12時00分 更新      | 網路電視   | 不適用                            |
| 日本全国   | Netflix       | 2021年1月8日－3月26日  | 星期五 12時00分 更新      | 網路電視   | 不適用                            |
| 日本全国   | GYAO!商店     | 2021年1月8日－3月26日  | 星期五 12時00分 更新      | 網路電視   | 不適用                            |
| 日本全国   | DMM.com       | 2021年1月8日－3月26日  | 星期五 12時00分 更新      | 網路電視   | 不適用                            |
| 日本全国   | Crank In!     | 2021年1月8日－3月26日  | 星期五 12時00分 更新      | 網路電視   | 不適用                            |
| 日本全国   | niconico直播  | 2021年1月8日－3月26日  | 星期五 24時00分－24時30分 | 網路電視   | 不適用                            |
| 日本全国   | ABEMA         | 2021年1月8日－3月26日  | 星期五 24時30分－25時00分 | 網路電視   | 不適用                            |
| 日本全国   | TSUTAYA TV    | 2021年1月15日－4月2日  | 星期五 24時00分 更新      | 網路電視   | 不適用                            |

|       | 播放地區 | 播放電視台 | 播放日期               | 播放時間（UTC+8）   | 所屬聯播網 | 備註         |
| ----- | -------- | ---------- | ---------------------- | ------------------- | ---------- | ------------ |
| 第1季 | 華人地區 | bilibili   | 2019年1月11日－3月29日 | 星期五 1時28分 更新 | 網路電視   | 簡體中文字幕 |
| 第2季 | 華人地區 | bilibili   | 2021年1月8日－3月25日  | 星期五 1時28分 更新 | 網路電視   | 簡體中文字幕 |

### BD／DVD
| 卷數  | 發行日期      | 收錄話數       | 規格編號   | 規格編號   | 封面人物 |
| 卷數  | 發行日期      | 收錄話數       | BD         | DVD        | 封面人物 |
| 第1季 | 第1季         | 第1季          | 第1季      | 第1季      | 第1季    |
| ----- | ------------- | -------------- | ---------- | ---------- | -------- |
| 1     | 2019年3月20日 | 第1話－第3話   | PCXP-50641 | PCBP-54071 | 一花     |
| 2     | 2019年4月17日 | 第4話－第6話   | PCXP-50642 | PCBP-54072 | 二乃     |
| 3     | 2019年5月15日 | 第7話－第8話   | PCXP-50643 | PCBP-54073 | 三玖     |
| 4     | 2019年6月19日 | 第9話－第10話  | PCXP-50644 | PCBP-54074 | 四葉     |
| 5     | 2019年7月17日 | 第11話－第12話 | PCXP-50645 | PCBP-54075 | 五月     |
| 第2季 |               |                |            |            |          |
| 1     | 2021年3月17日 | 第1話－第3話   | PCXP-50821 | PCBP-54411 | 一花     |
| 2     | 2021年4月21日 | 第4話－第6話   | PCXP-50822 | PCBP-54412 | 二乃     |
| 3     | 2021年5月19日 | 第7話－第8話   | PCXP-50823 | PCBP-54413 | 三玖     |
| 4     | 2021年6月16日 | 第9話－第10話  | PCXP-50824 | PCBP-54414 | 四葉     |
| 5     | 2021年7月21日 | 第11話－第12話 | PCXP-50825 | PCBP-54415 | 五月     |

## 遊戲
2020年5月27日，官方公佈由enish開發的首部消除類益智手機遊戲（中文：五等分的新娘 五姊妹無法將謎題五等分。），於2020年10月27日發佈。該游戲以風太郎爲視點重新概括原作故事，並包含全新的原創内容和配音。
2020年12月20日，MAGES.公佈以電視動畫第二季為基礎開發的冒險遊戲《五等分的新娘 ～夏日回憶也是五等分～》，於2021年3月25日在任天堂Switch和PlayStation 4上發佈。游戲包含全新的原創内容。
此外，本作主角在其他數款手機遊戲中以聯動形式登場，包括《英語與謎題的心之世界》（英語とクイズのココロセカイ）、《維納斯十一人 VIVID！》（ビーナスイレブンびびっど！）、《我家公主最可愛》（ウチの姫さまがいちばんカワイイ）、《刀鋒物語》、《白貓Tennis》、《元素物語》、《MAGICAMI》 、《临时女友》、《D4DJ Groovy Mix》、《共鬥文字RPG言靈人》（共闘ことばRPG コトダマン）和《：女主角全明星》（彼女、お借りします ヒロインオールスターズ）。

## 反响
本作於《週刊少年Magazine》2018年第19號宣布設立「五等分的新娘紀念日」，將1年劃分為五等分，日期爲1月1日、3月15日、5月27日、8月8日以及10月20日。
本作在由niconico動畫與KADOKAWA旗下雜誌《DA VINCI》共同舉辦的2018年度「下一部漫畫大賞」投票中以16,106張的票數獲得提名，並最終登上排行榜第八名。
2018年7月20日，中國中央電視台在報導中批判部分網路平台上日本動漫作品低俗，其中一幕出現了本作中的四葉。次日，作者在自己的Twitter上發表一幅插畫，为角色四葉昂首挺胸得意洋洋般，两旁伴以“低俗”二字，并附言“上杉同学，我已经在世界出道了哦！”（上杉さん！私が世界デビューしましたよ！），被认为是以此回應。
本作於2019年5月10日在第43屆講談社漫画賞中獲得少年部門賞。
2021年4月1日愚人節期間，官方動畫推特更名為並公佈官方網站和人設。

## 註解
1. ↑  bilibili旗下子公司。
2. ↑  漫畫單行本第1卷中兩耳皆帶耳環，第2卷後只有右耳帶耳環。
3. ↑  短篇中為及肩長髮。
4. ↑  短篇中為短雙馬尾、長瀏海，未掛耳機。
5. ↑  短篇中為中長髮。
6. ↑  短篇中為及腰長髮，左耳側佩戴三星型髮夾。
7. ↑  東立出版社譯名為上杉愛羽。
8. 1 2 3 4  首刷限定版
9. 1 2  特装版，附贈收錄所有書店特典插圖的小冊子。
10. 1 2 3 4 5 6  花澤香菜、竹達彩奈、伊藤美來、佐倉綾音、水瀨祈
11. 1 2  以每話EP所記載的製作人員名單為準。
12. ↑   註:

## 外部連結
- 漫畫「五等分的新娘」在《週刊少年Magazine》上的連載網站（页面存档备份，存于）（日語）
  - 漫畫「五等分的新娘」全彩版在《週刊少年Magazine》上的連載網站（页面存档备份，存于）（日語）
- 漫畫「五等分的新娘」官方的X（前Twitter）（日語）
- 電視動畫「五等分的新娘」官方網站（页面存档备份，存于）（日語）
- 電視動畫「五等分的新娘∬」官方網站（页面存档备份，存于）（日語）
- 電影「五等分的新娘」官方網站 （页面存档备份，存于）（日語）
- 電視動畫「五等分的新娘∽」官方網站 （页面存档备份，存于）（日語）
- 遊戲「五等分的新娘 五姊妹無法將謎題五等分。」官方網站（页面存档备份，存于）（日語）
- 遊戲「五等分的新娘∬ ～夏日的記憶同樣五等分～」官方網站（页面存档备份，存于）（日語）
- 電視動畫「五等分的新娘」官方的X（前Twitter）（日語）